# More Inspirations
More Inspirations — второй кавер-альбом британской хеви-метал-группы Saxon, выпущенный 24 марта 2023 года на лейбле Silver Lining Music. Является своеобразным продолжением альбома Inspirations, выпущенного в 2021 году.
Альбом получил смешанные отзывы от музыкальных критиков. Джон Эйзлвуд из Classic Rock в целом положительно оценил пластинку, подытожив свою рецензию тем, что музыканты просто поделились песнями, на которых они выросли и которые им нравятся, и их не стоит за это критиковать. Однако рецензенты немецких сайтов Metal.de и Powermetal.de более сдержанно высказывались о More Inspirations, похвалив ряд кавер-песен, но негативно оценив интерпретации Rainbow, Kiss и Uriah Heep в исполнении Saxon.

## Список композиций
| №                   | Название                            | Оригинальный исполнитель         | Длительность |
| ------------------- | ----------------------------------- | -------------------------------- | ------------ |
| 1.                  | «We've Gotta Get Out of This Place» | The Animals                      | 3:39         |
| 2.                  | «The Faith Healer»                  | The Sensational Alex Harvey Band | 6:28         |
| 3.                  | «From the Inside»                   | Элис Купер                       | 3:36         |
| 4.                  | «Chevrolet»                         | ZZ Top                           | 3:59         |
| 5.                  | «Substitute»                        | The Who                          | 4:01         |
| 6.                  | «Gypsy»                             | Uriah Heep                       | 3:13         |
| 7.                  | «Man on the Silver Mountain»        | Rainbow                          | 3:52         |
| 8.                  | «Detroit Rock City»                 | Kiss                             | 4:16         |
| 9.                  | «Razamanaz»                         | Nazareth                         | 3:26         |
| 10.                 | «Tales of Brave Ulysses»            | Cream                            | 3:20         |
| Общая длительность: | Общая длительность:                 | Общая длительность:              | 39:50        |

## Участники записи
Saxon
- Бифф Байфорд — вокал, продюсирование
- Пол Куинн — гитара
- Дуг Скэррэтт — гитара
- Ниббс Картер — бас-гитара
- Найджел Глоклер[англ.] — ударные

Производственный персонал
- Себ Байфорд — продюсирование
- Джеки Леманн — сведение

## Чарты
| Чарт (2023)                                   | Высшая позиция |
| --------------------------------------------- | -------------- |
| Австрия (Ö3 Austria)                          | 63             |
| Бельгия/Валлония (Ultratop)                   | 108            |
| Великобритания (UK Rock & Metal Albums Chart) | 5              |
| Германия (Offizielle Top 100)                 | 30             |
| Швейцария (Schweizer Hitparade)               | 23             |
| Шотландия (Scottish Albums Chart)             | 15             |